# Шаталовское сельское поселение (Смоленская область)
Шата́ловское сельское поселение — муниципальное образование в составе Починковского района Смоленской области России.
Административный центр — деревня Шаталово.

## Географические данные
- Расположение: юго-западная часть Починковского района
- Граничит:
  - на севере — с Ленинским сельским поселением
  - на северо-востоке — с Климщинским сельское поселением
  - на юго-востоке — с Васьковским сельское поселением
  - на юго-западе — с Хиславичским районом
  - на северо-западе — с Даньковским сельским поселением
- По территории поселения проходит автодорога А141 Орёл — Витебск.
- По территории поселения проходит железная дорога Рига — Орел, имеется станция Энгельгардтовская.
- Крупная река: Хмара.

## История
Образовано Законом Смоленской области от 28 декабря 2004 года. Законом Смоленской области от 20 декабря 2018 года в Шаталовское сельское поселение к 1 января 2019 года были включены все населённые пункты упразднённых двух сельских поселений: Васьковского и Даньковского.

## Население
| 2007  | 2011  | 2012  | 2013  | 2014  | 2015  | 2016  |
| ----- | ----- | ----- | ----- | ----- | ----- | ----- |
| 5947  | ↘3735 | ↘3536 | ↘3407 | ↘3332 | ↘3186 | ↗3838 |
| 2017  | 2018  | 2019  | 2020  | 2021  |       |       |
| ↗4112 | ↗4136 | ↘3965 | ↗5845 | ↘4863 |       |       |

## Населённые пункты
На территории поселения находятся 38 населённых пунктов:
| №  | Населённый пункт   | Тип     | Население |
| -- | ------------------ | ------- | --------- |
| 1  | Азаровка           | деревня | 45        |
| 2  | Алексино Отделение | деревня | 43        |
| 3  | Базылевка          | деревня | 43        |
| 4  | Бережок            | деревня | 0         |
| 5  | Боговка            | деревня | 10        |
| 6  | Васьково           | деревня | 391       |
| 7  | Ворошилово         | деревня | 129       |
| 8  | Гаврюковка         | деревня | 2         |
| 9  | Галеевка           | деревня | 202       |
| 10 | Гапоново           | деревня | 0         |
| 11 | Гута               | деревня | 0         |
| 12 | Даньково           | деревня | 647       |
| 13 | Дмитриевка         | деревня | 81        |
| 14 | Жигалово           | деревня | 5         |
| 15 | Зимницы            | деревня | 30        |
| 16 | Казаринка          | деревня | 1         |
| 17 | Киселевка          | деревня | 16        |
| 18 | Козятники          | деревня | 18        |
| 19 | Костинское         | деревня | 0         |
| 20 | Липки              | деревня | 211       |
| 21 | Льнозавод          | деревня | 84        |
| 22 | Мачулы             | деревня | 495       |
| 23 | Мачулы-1           | деревня | 8         |
| 24 | Митюли             | деревня | 19        |
| 25 | Михайловка         | деревня | 1         |
| 26 | Никулино           | деревня | 27        |
| 27 | Новоселье          | деревня | 9         |
| 28 | Новоселье          | деревня | 14        |
| 29 | Свалы              | деревня | 5         |
| 30 | Семиново           | деревня | 0         |
| 31 | Слобода            | деревня | 42        |
| 32 | Слобода-Полуево    | деревня | 3         |
| 33 | Сторино            | деревня | 14        |
| 34 | Хицовка            | деревня | 150       |
| 35 | Цыгановка          | деревня | 1         |
| 36 | Шаталово           | деревня | 3008      |
| 37 | Шаталово-1         | посёлок |           |
| 38 | Энгельгардтовская  | деревня | 16        |

### Упразднённые населённые пункты
- деревня Демешки (2009 год[15])

## Местное самоуправление
Главой поселения и главой администрации является Зыкова Елена Алексеевна.

## Экономика
Льнопереработка, сельхозпредприятия.